# Mubarak Wakaso
Mubarak Wakaso (* 25. Juli 1990 in Tamale) ist ein ghanaischer Fußballspieler. Aktuell steht er bei der KAS Eupen in Belgien unter Vertrag.

## Karriere

### Verein
Wakaso begann seine Profikarriere, nachdem er seine Jugend beim SC Adelaide verbracht hatte, 2007 bei Ashanti Gold in der Ghana Premier League. 2008 wechselte er zum spanischen Zweitlisten FC Elche. Nach drei Jahren ging Mubarak zum Ligakonkurrenten FC Villarreal B. Durch gute Leistungen stieg der Ghanaer in den A-Kader auf und gab am 27. Februar 2011 sein Debüt in der Primera División, als er beim 2:2-Unentschieden gegen Racing Santander für José Catalá eingewechselt wurde. Im Sommer 2012 wechselte er zu Espanyol Barcelona und wurde dort Stammspieler. Im August 2014 schloss er sich auf Leihbasis Celtic Glasgow in Schottland an.
Anfang des Jahres 2014 verstarb Wakasos vier Monate alter Sohn, der davor schon erkrankt war, in seiner ghanaischen Heimat Tamale. Im Juli 2015 erkrankte der Ghanaer nach einem Aufenthalt in seiner Heimat an Malaria; bereits 2012 war er schon einmal an Malaria erkrankt.
2015 wechselte Wakaso leihweise für ein Jahr zu UD Las Palmas. Im Juli 2016 ging er ablösefrei zu Panathinaikos Athen, blieb dort allerdings nur ein halbes Jahr. Im Winter wurde er bis Ende der Saison an den FC Granada ausgeliehen. 2017 schloss er sich ablösefrei Deportivo Alavés an. Dort gab er sein Debüt im August desselben Jahres gegen CD Leganés. Hier blieb er knapp zweieinhalb Jahre und wechselte dann zum chinesischen Erstligisten Jiangsu Suning. Nach dem Gewinn der nationalen Meisterschaft 2020 und der überraschenden Auflösung des Klubs kurze Zeit später ging er im April 2021 weiter zum ehemaligen Ligarivalen FC Shenzhen. Nach knapp anderthalb Jahren wechselte er weiter nach Belgien zum Erstligisten KAS Eupen.

### Nationalmannschaft
Im Jahr 2005 nahm Wakaso mit der U-17-Nationalmannschaft Ghanas an der Junioren-Weltmeisterschaft in Peru teil, bei der er zwei Spiele bestritt und mit der Mannschaft nach der Vorrunde ausschied. Am 13. Oktober 2012 gab Mubarak beim 1:0-Sieg über Malawi sein Debüt in der A-Nationalmannschaft Ghanas, am 14. November 2011 erzielte er den Siegtreffer beim 1:0-Sieg über Kap Verde. Im Januar und Februar 2013 stand der Mittelfeldspieler im Kader bei der Afrikameisterschaft in Südafrika, bei der er in fünf Partien vier Treffer erzielte. Er nahm mit Ghana an der Fußball-WM 2014 in Brasilien teil. In mittlerweile zehn Jahren Nationalmannschaft kommt Wakaso auf insgesamt 13 Treffer in 70 Partien.

## Erfolge
- Schottischer Meister: 2015
- Schottischer Ligapokalsieger: 2015
- Chinesischer Meister: 2020